# Octopoteuthis nielseni
Octopoteuthis nielseni är en bläckfiskart som först beskrevs av Robson 1948.  Octopoteuthis nielseni ingår i släktet Octopoteuthis och familjen Octopoteuthidae. Inga underarter finns listade i Catalogue of Life.